# St. Peter und Paul (Wirtheim)

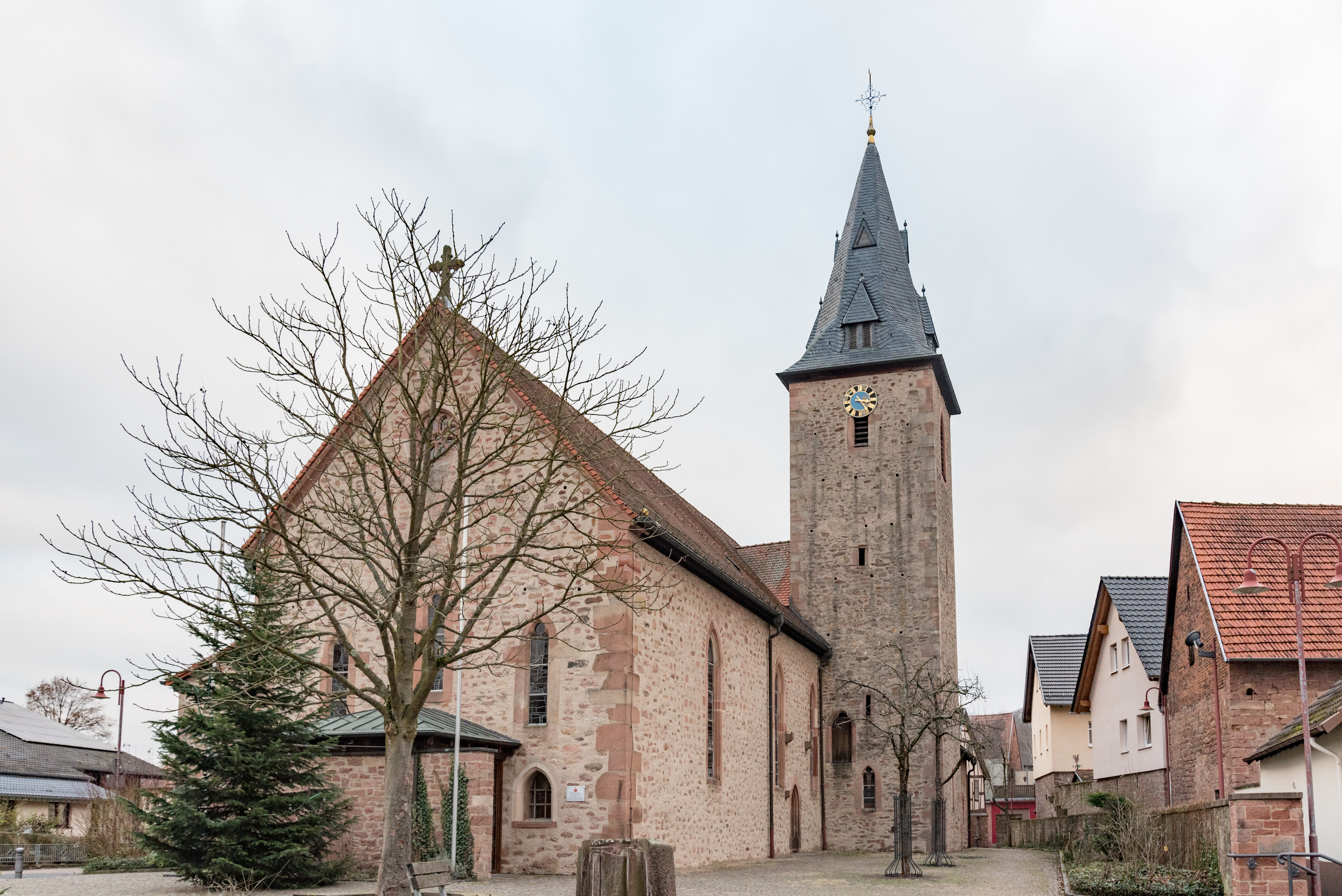
St. Peter und Paul in Biebergemünd

Die römisch-katholische, denkmalgeschützte Kirche St. Peter und Paul steht im Stadtteil Wirtheim der Stadt Biebergemünd im Main-Kinzig-Kreis in Hessen. Die Pfarrgemeinde gehört zum Pastoralverbund Vogelsberg-Spessart im Dekanat Kinzigtal des Bistums Fulda. Die Kirche ist den Aposteln Peter und Paul geweiht.

## Beschreibung
Bereits 976 hat sich an der Stelle der heutigen Kirche aus Bruchsteinen eine Holzkirche befunden. 1365 wurde eine gotische Wehrkirche errichtet, deren Süd- und Westseite sowie der Kirchturm heute noch erhalten sind. 1795 erfolgte eine grundlegende Erneuerung des baufällig gewordenen Kirchturms. In den Jahren 1861–62 wurden die Umfassungsmauern erhöht, dadurch konnte eine große Empore eingebaut werden, die über zwei Außentreppen zu erreichen war. Der Turm wurde ebenfalls erhöht und erhielt einen schiefergedeckten, achtseitigen, spitzen Helm mit Dachgauben. 1910 wurde gegenüber dem Turm an der Nordseite eine Sakristei errichtet. 1936 wurde die Kirche durch Anbau eines nördlichen Seitenschiffs zu einer asymmetrischen zweischiffigen Hallenkirche erweitert, der Chor nach Osten verlängert und die Apsis in östliche Richtung verschoben. Der 1737 gebaute Orgelprospekt wurde von der Kirche von Oberndorf übernommen. Die Orgel mit 20 Registern, zwei Manualen und Pedal wurde 1993 von Hey Orgelbau errichtet.

## Glocken
Schon im Ersten Weltkrieg mussten zwei Kirchenglocken abgeben werden, sie kamen aber später wieder zurück. Im Zweiten Weltkrieg mussten alle Glocken abgeliefert werden. Seit 1950 hängen im Glockenstuhl wieder vier Kirchenglocken.
| Name               | Gewicht (kg) | Schlagton | Inschrift                                                                                   |
| ------------------ | ------------ | --------- | ------------------------------------------------------------------------------------------- |
| St. Bonifatius     | 0367         | h′        | FÜR DEUTSCHLAND GNAD BEI GOTT ERFLEH, DASS STETS ES FEST IM GLAUBEN STEH, O HL. BONIFATIUS. |
| St. Joseph         | 0624         | gis′      | ST. JOSEPH, SCHIRMHERR DER HEILIGEN KIRCHE SCHÜTZE UNS UND UNSERE FAMILIEN                  |
| Maria              | 0856         | fis′      | MARIA MIT DEM KINDE LIEB, UNS ALLEN DEINEN SEGEN GIB                                        |
| St. Peter und Paul | 1.165        | e′        | ALS PETER UND PAUL WILL ICH HIENIEDEN ZUM HIMMEL RUFEN UM EWIGEN FRIEDEN                    |

Auf der Rückseite jeder Glocke steht  WIRTHEIM – I. HL. JAHR = OSTERN 1950.